# Зелена лагуна (заказник)
Зелена лагуна — ландшафтний заказник місцевого значення. Об'єкт розташований на території Звягельський район Житомирської області, Брониківська об’єднана територіальна громада.
Площа — 97,9917 га, статус отриманий у 2020 році.
Територія заказника представляє собою слабохвилясту рівнину річок Тні і Теньки з незначним коливанням висот і наявністю мікровпадин. Середня висота над рівнем моря становить 150 м. більшість території належить до водоохоронної зони. Пріоритетом охорони у заказнику є види рослин та тварин, занесені до Червоної книги України. Особливу цінність становлять рослинні угруповання, занесені до Зеленої книги України, а саме: формація латаття білого, формація латаття сніжно-білого, фіормація глечиків жовтних.